# RK Koper
RK Koper war ein slowenischer Handballverein aus Koper. RK Koper spielte in der 1. Slowenischen Liga. Im Jahr 2011 gewann die Männermannschaft zum ersten Mal in der Vereinsgeschichte die slowenische Meisterschaft. Die Heimspielstätte war die Sporthalle Bonifika. 2013 wurde der Verein wegen finanzieller Probleme aufgelöst.

## Geschichte
Die Handballabteilung wurde zur Saison 1950/51 gegründet. Eine gewisse Zeit lang gab es zwei aktive Handball-Klubs in Koper: RK iplas und RK Koper. Das beste Ergebnis der ersten Jahre war ein achter Platz in der Saison 1966/67. Der Verein musste viele Male finanziell gerettet werden, aber es kam auch zu mehrmaliger Auflösung der Handball-Abteilung, zuletzt nach der Saison 1991/92. Danach spielten nur einige Handball-Enthusiasten im Team unter dem damaligen Trainer Igor Poklar. Später kooperierte man mit einer Grundschule, um den Nachwuchs zu fördern. In der Saison 1999/2000 Gewann der Verein, gegen Krim, Krško und Ptuj, die Qualifikation zur 1. B-Liga, was der deutschen 2. Handball-Bundesliga entspricht. Seit dem Jahr 2000 ist die Firma Cimos Sponsor des Vereins. Dies trug zur schnellen wirtschaftlichen Stärkung des Vereins bei. Innerhalb von nur zwei Jahren wurde RK Cimos Koper Mitglied der slowenischen Handball-Elite, der 1. A-Liga. Der Verein ist seitdem ein wichtiger sportlicher und gesellschaftlicher Träger der Region und hat den slowenischen Handball auch europaweit bekannt gemacht. Zum ersten Mal im internationalen Geschäft war der Verein zur Saison 2004/2005. Dort schied man in der dritten Runde gegen Dunaferr SE im EHF-Pokal aus. In der folgenden Saison schied man wieder in der dritten Runde aus, diesmal gegen den VfL Gummersbach. Der Verein ist auch sehr erfolgreich in der Jugendarbeit, dort gewann man in der Saison 2006/2007 mit der U-16 und der U-18 die Nationale Jugendmeisterschaft des Landes. In der Saison 2006/2007 wurde man in der Nationalen Meisterschaft Dritter, wodurch man in der Saison 2007/2008 zum dritten Mal am EHF-Pokal teilnahm und dort dann im Halbfinale am FCK Håndbold scheiterte. Das war bis dahin das beste Ergebnis im internationalen Geschäft. In der gleichen Saison wurde man in der Liga Zweiter, was im darauf folgenden Jahr zur Teilnahme an der EHF Champions League berechtigte. Und man gewann zum ersten Mal den Slowenischen Pokal. In der Saison 2008/2009 wurde man wieder Zweiter in der Liga und man schaffte zum zweiten Mal hintereinander den Gewinn des Slowenischen Pokals. Zum ersten Mal wurde auch der Slowenische Supercup ausgetragen und von RK Koper gewonnen. In der Champions League 2008/09 schied man als Letzter der Gruppe E gegen Medwedi Tschechow, SDC San Antonio und Steaua Bukarest aus. Auch die U-18-Mannschaft gewann die Meisterschaft. Der EHF Challenge Cup war der internationale Wettbewerb, an dem der Verein 2009/2010 teilnahm. Dort schied man in der 4. Runde gegen den spanischen Verein BM Granollers aus. Die Saison 2010/2011 stellt die bisher erfolgreichste Saison dar. Man wurde zum ersten Mal slowenischer Meister, feierte zum dritten Mal den Sieg im slowenischen Pokal und konnte den EHF Challenge Cup 2010/11 gewinnen.

## Namenswechsel
Der Verein tritt auch unter dem Namen seines Sponsors Cimos (ein Fahrzeughersteller) an.

## Erfolge
- Slowenischer Meister:
2011
- Slowenischer Pokalsieger:
2008, 2009, 2011
- Slowenischer Supercupsieger:
2009
- Sieger im EHF Challenge Cup:
2011

## Bekannteste aktuelle und ehemalige Spieler
- Balázs Laluska, Spieler beim ungarischen Klub KC Veszprém, spielte von 2009 bis 2010 in Koper
- Barna Putics, Spieler beim Handball-Bundesligisten VfL Gummersbach, wechselte 2008 vom FC Barcelona nach Koper
- Boštjan Hribar, Spieler beim Handball-Bundesligisten Eintracht Hildesheim, spielte von 2008 bis 2009 für Koper
- Denis Buntić, Spieler beim polnischen Klub KS Kielce
- Draško Mrvaljević, Spieler beim Handball-Bundesligisten Frisch Auf Göppingen, spielte 2009 für Koper
- Kristijan Ljubanović, Spieler beim Schweizer Klub GC Amicitia Zürich
- Jure Dobelšek, aktueller Spieler bei RK Koper, ehemals RK Velenje

## Die Saisonbilanzen
RK Koper spielt seit neun Jahren in der 1. Slowenischen Liga.

Im slowenischen Spielsystem gibt es noch eine Playoff-Runde, wo anschließend die Meisterschaft ausgespielt wird.

In der Tabelle sind nur die Ligastände eingetragen.
| Saison  | Liga                | Platz | Spiele | Tore      | Diff. | Punkte  |
| ------- | ------------------- | ----- | ------ | --------- | ----- | ------- |
| 2010/11 | 1. Slowenische Liga | 2.    | 22     | 736 : 577 | + 159 | 42 : 02 |